# Sorbolongo
Sorbolongo è una frazione di 460 abitanti circa nel comune di Sant'Ippolito in provincia di Pesaro e Urbino, l'abitato è quasi completamente costituito da un castello che ancora mantiene la sua struttura medievale originaria.

## Geografia fisica
Il castello di Sorbolongo è situato sulle colline a cavallo tra la valle del fiume Metauro e quella del Cesano, posto sulla strada che collega il capoluogo Sant'Ippolito al confinante comune di Barchi.

## Toponimo
Il nome del castello deriva molto probabilmente dalla presenza di un sorbo particolarmente alto sulla collina dove oggi si erge il paese. Una conferma a questa tesi è dato dallo stemma che campeggia sopra il portone d'accesso della chiesa del paese.

## Storia
Si può ipotizzare l'origine di Sorbolongo con il declino dell'Impero romano, quando le scorrerie barbariche dal IV secolo in poi, costrinsero le popolazioni delle vallate del Metauro e del Cesano a fuggire in luoghi elevati e quindi meglio difendibili. Come il resto della penisola, subì il dominio Ostrogoto e dopo la guerra gotica, entrò a far parte dell'Esarcato fino alla conquista longobarda (751) e poi Franca ad opera di Pipino il Breve, il quale donerà l'intero territorio al Papa. Sorbolongo resterà sotto il governo della chiesa tramite il controllo di vicari fino all'unità d'Italia nel 1861.
Con la nascita del Regno d'Italia il paese divenne sede di un municipio fino al 1928 quando un regio decreto lo accorpò al comune di Sant'Ippolito.

## Monumenti
- Chiesa di San Michele, interamente ricostruita nel 1883 e recentemente restaurata dopo i danni subiti dall'ultimo terremoto. All'esterno dell'edificio fa spicco l'imponente campanile, l'interno della chiesa è composto da un'unica navata abbellita da quattro altari laterali in marmo e decorati da dipinti e statue di un certo pregio, l'abside è occupata da una scena in gesso raffigurante San Michele che sottomette il demonio. Da notare è l'organo romantico di meta XIX secolo posto sopra la cantoria nella controfacciata della chiesa, opera dei fratelli Martinelli di Umbertide.
- L'ex edificio Comunale, da poco restaurato ed adibito ad ostello della gioventù, conserva ancora un pregevole campanile in ferro battuto, che contiene due campane in bronzo, le quali sono collegate all'orologio funzionante con ingranaggi a pesi anch'esso recentemente restaurato.
- Chiesa ex abbaziale di San Maurizio, a pochi passi dal cimitero della frazione, i suoi attuali caratteri sono dei secoli XIV-XV, recentemente restaurata, con affreschi coevi recentemente rinvenuti e restaurati. Di proprietà privata, non è visitabile al suo interno.

## Eventi
Il terzo fine settimana di maggio, dal 1972, il castello di Sorbolongo celebra la Sagra della Lumaca. L'interesse per questo gasteropode come alimento era già elevato a metà del secolo scorso, quando soprattutto gli agricoltori ne raccoglievano nei campi per assaggiarne la prelibatezza fino ad arrivare all'istituzione della sagra da parte di un gruppo di paesani che si definiscono tuttora “Marinai delle Montagne”.